# Mstëra
Mstëra è una cittadina della Russia europea centrale, situata nell'oblast' di Vladimir; appartiene amministrativamente al rajon Vjaznikovskij.
Si trova nell'estrema parte nordorientale dell'oblast', sulle sponde del piccolo fiume omonimo, non lontano dalla sua confluenza nella Kljaz'ma.